# Conchoecilla chuni
Conchoecilla chuni är en kräftdjursart som först beskrevs av G. W. Müller 1906.  Conchoecilla chuni ingår i släktet Conchoecilla och familjen Halocyprididae. Inga underarter finns listade i Catalogue of Life.